# Dąb Shumarda
Dąb Shumarda (Quercus shumardii Buckley) – gatunek rośliny z rodziny bukowatych (Fagaceae Dumort.). Występuje naturalnie w Kanadzie (w prowincji Ontario) oraz Stanach Zjednoczonych (w Oklahomie, Teksasie, Alabamie, Arkansas, na Florydzie, w Georgii, Luizjanie, Missisipi, Karolinie Południowej, Karolinie Północnej, Illinois, Indianie, Kansas, Kentucky, Maryland, Missouri, Missisipi, Nebraska, w stanie Nowy Jork, Ohio, Pensylwanii, Tennessee, Wirginii i Wirginii Zachodniej). 

## Morfologia
PokrójZrzucające liście drzewo dorastające do 35 m wysokości. Kora ma szarą lub brązową barwę, jest spękana.
LiścieBlaszka liściowa jest gruczołowato owłosiona i ma odwrotnie jajowaty lub eliptyczny kształt. Mierzy 10–20 cm długości oraz 6–15 cm szerokości, jest 5–9 podłużnie klapowana na brzegu, ma nasadę od rozwartej do uciętej i ostry wierzchołek. Ogonek liściowy jest nagi i ma 2–6 cm długości.
OwoceOrzechy zwane żołędziami o kształcie od jajowatego do podługowatego, dorastają do 14–30 mm długości i 10–20 mm średnicy. Osadzone są pojedynczo w miseczkach w kształcie kubka, które mierzą 7–12 mm długości i 15–30 mm średnicy. Orzechy otulone są miseczkami w 25–35% ich długości.

## Biologia i ekologia
Rośnie na skalistych stokach oraz brzegach rzek. Występuje na wysokości do 500 m n.p.m.

## Zmienność
W obrębie tego gatunku wyróżniono jedną odmianę:
- Quercus shumardii var. schneckii (Britton) Sarg.